# إذاعة عين الدفلى
إذاعة عين دفلى هي إذاعة محلية بولاية عين الدفلى الجزائرية تبث برامجها باللغة العربية على موجة أف أم 95.20.

## وصلات خارجية
- قائمة الإذاعات المحلية بالجزائر
- الموقع الرسمي لإذاعة عين الدفلى
- شبكة الإذاعات الجهوية

قالب:إذاعات جزائرية